# Anjeliersstraat 157

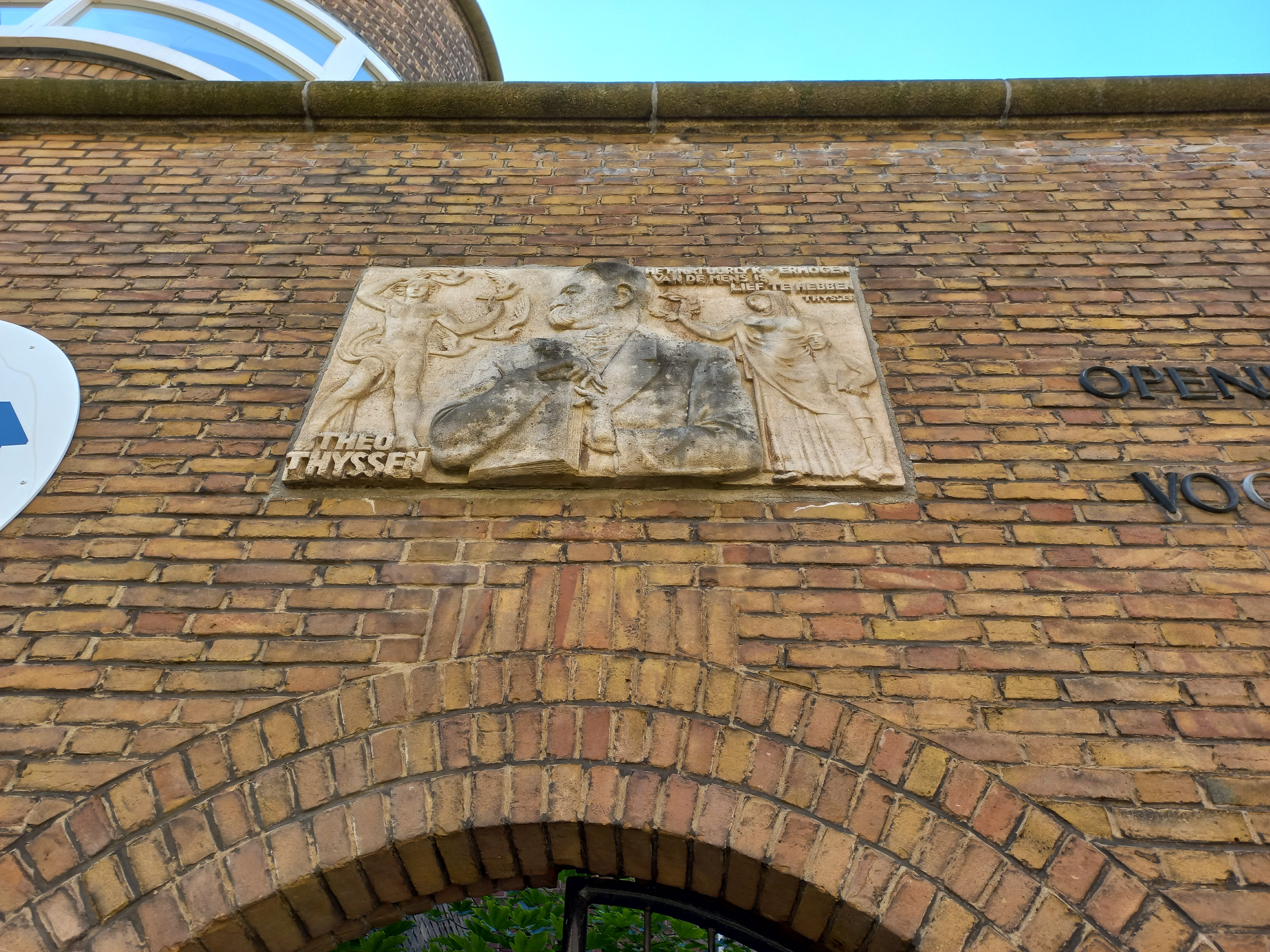
Gevelsteen Theo Thijssen (juni 2024)

Anjeliersstraat 157 te Amsterdam is een gebouw aan de Anjeliersstraat in Amsterdam-Centrum.

## Geschiedenis
Deze straat werd aangelegd tijdens het volbouwen van de Jordaan tijdens de Uitleg van Amsterdam in de 17e eeuw (eerste helft). Straten etc. kregen vernoemingen naar bloemen; hier de anjelier. De straat kwam parallel te liggen met de Anjeliersgracht, na demping omgedoopt in de Westerstraat. Gedurende de eeuwen heen werd oorspronkelijke bebouwing vervangen door nieuwbouw of nieuwbouw op nieuwbouw. Begin jaren twintig werd hier een aantal vervallen huizen en een oude school (in 1919 in handen van de gemeente gekomen) afgebroken om plaats te maken voor een nieuw schoolgebouw, die beter voldeed aan de nieuwe met name hygiënische en ruimtelijke eisen voor schoolgebouwen. De woninkjes stonden niet alleen aan de straat, maar ook de binnenterreinen waren volgebouwd. De Gemeente had in aanloop tot de sloop op de grens 1924-1925 de woninkjes opgekocht en liet de bewoners maar kort voor de sloop weten dat ze moesten vertrekken. Dat kwam er op neer dat een deel zijn heil zocht in nog slechtere woonomstandigheden of een vertrek naar Betondorp waar echter een fors hogere huur moest worden betaald. Bij de opening werd door Het Volk geconstateerd, dat de mooie nieuwe school met ruime speelplaats de armoede eromheen benadrukte. 

## Nieuwbouw
Het ontwerp werd in die jaren zoals gebruikelijk verzorgd door de Dienst der Publieke Werken, in die jaren met architecten die ontwierpen in de bouwstijl Amsterdamse School. Kennelijk mocht er toen al niet te hoog gebouwd worden om het gebouw passend in het straatbeeld te krijgen. Aan de straatkant heeft het “slechts” twee bouwlagen. Passend bij de bouwstijl vindt men verdiept geplaatste vensters aan als ook trapramen en ronde gevelvormen. Specifiek te benoemen zijn nog het abstracte beeldhouwwerk in natuursteen van een van de vensters; de erker in niet alleen verticaal gebogen maar bij de consoles ook horizontaal. De entree met rondboogpoort is slechts een bouwlaag hoog; het heeft als zodanig een terrasje. Omdat de terreinen aan de westkant nog begrensd werden door de Ratelwachtsteeg kreeg het gebouw een L-vorm. Op de binnenhoek is een toren geplaatst. Die Ratelwachtsteeg raakte in onbruik en werd afgesloten; eerst door een muur, daarna door een hekwerk, dat beter past bij de bouwstijl van de school.  
Het gebouw herbergt ook in de 21e eeuw: de Theo Thijssenschool, vernoemd naar Theo Thijssen. Deze school zit echter pas sinds 1987 in dit gebouw.  Ook in de 21e eeuw valt het grote bouwvolume op (ten opzichte van de relatief smalle woonhuizen in de Jordaan). De speelplaats van de school sluit aan op een openbare speelplaats aan de Tuinstraat. Het gebouw sluit aan op het schoolgebouw Anjeliersstraat 153-155 van Bastiaan de Greef.

## Gevelsteen
Het schoolgebouw werd opgesierd met de tekst: Openb. School voor voorbereidend onderwijs. Boven de entree is een gevelsteen ter ere van Theo Thijssen met zijn (enigszins beschadigde) spreuk:
Het natuurlijk vermogen van de mens is lief te hebben
. 
De gevelsteen is pas na 1987 aan de gevel bevestigd, want een foto uit 1987 laat de gevelsteen nog niet zien. De steen uit 1947, ontworpen en gemaakt door Fred Carasso kwam uit de Theo Thijssen aan de  Westerstraat, dat in 1947 naar hem vernoemd werd.